# Pöytäkivenkari
Pöytäkivenkari är en ö i Finland. Den ligger i sjön Tykölänjärvi och i kommunen Valkeakoski i den ekonomiska regionen  Södra Birkaland och landskapet Birkaland, i den södra delen av landet, 130 km norr om huvudstaden Helsingfors. Öns area är 0,2 hektar och dess största längd är 70 meter i nord-sydlig riktning.